# Żołynia (gmina)

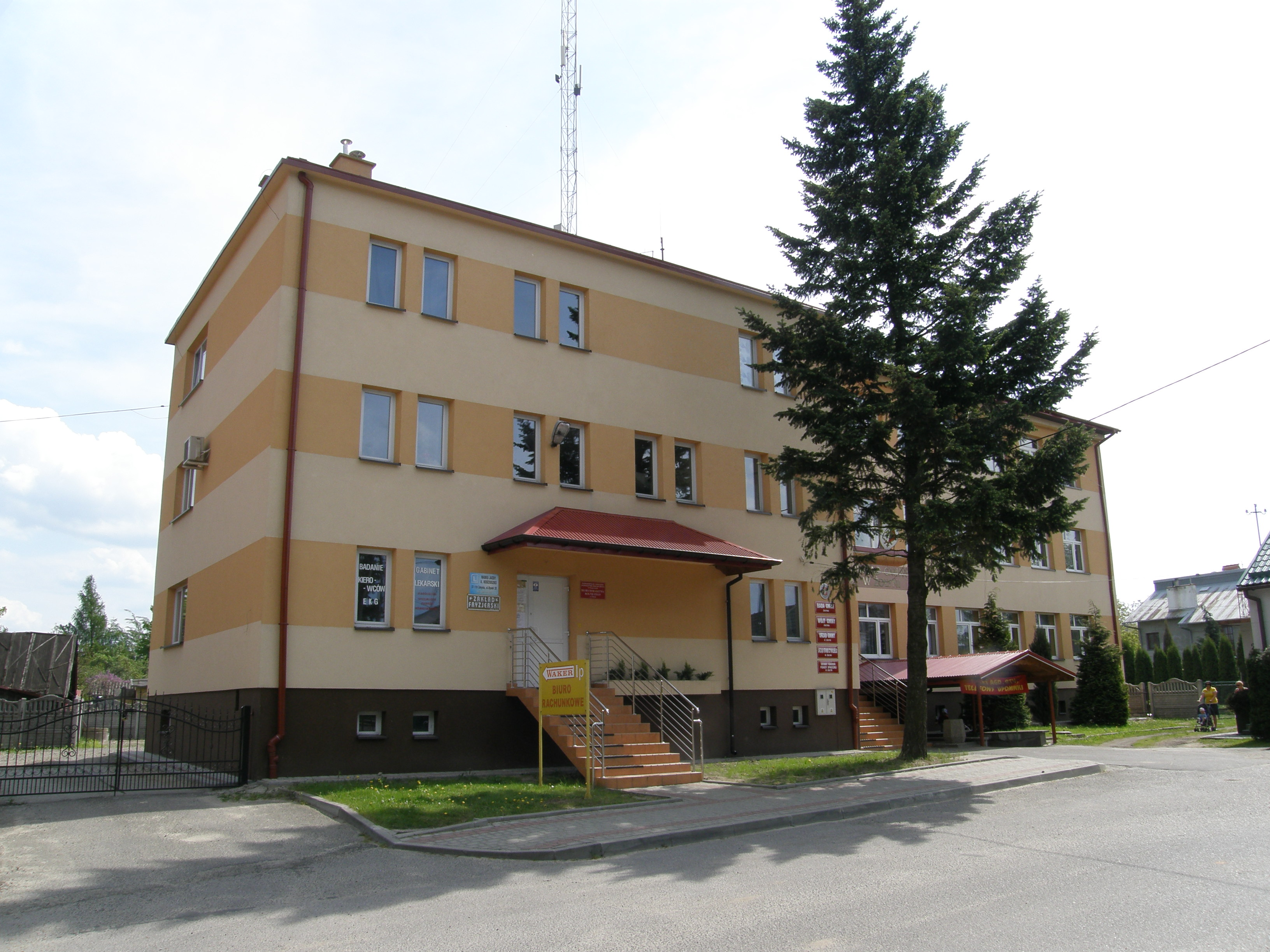
Urząd gminy w Żołyni

Żołynia – gmina wiejska w województwie podkarpackim, w powiecie łańcuckim. W latach 1975–1998 gmina położona była w województwie rzeszowskim.
Siedziba gminy to Żołynia.
Według danych ze stycznia 2009 gminę zamieszkiwały 6778 osoby.

## Struktura powierzchni
Według danych z roku 2005 gmina Żołynia ma obszar 56,8 km², w tym:
- użytki rolne: 70%
- użytki leśne: 20%

Gmina stanowi 12,57% powierzchni powiatu.

## Demografia
Dane ze stycznia 2009:
| Przedział wiekowy | Ogółem  | Ogółem    | 0-18    | 0-18      | 18-65   | 18-65     | pow. 65 | pow. 65   |
| ----------------- | ------- | --------- | ------- | --------- | ------- | --------- | ------- | --------- |
| Płeć              | kobiety | mężczyźni | kobiety | mężczyźni | kobiety | mężczyźni | kobiety | mężczyźni |
| Populacja         | 3427    | 3361      | 705     | 827       | 1996    | 2225      | 726     | 309       |
| Razem             | 6778    | 6778      | 1532    | 1532      | 4221    | 4221      | 1035    | 1035      |

## Przyroda
Na terenie gminy, w Żołyni, rośnie okazałe drzewo – sosna zwyczajna, zwana „Sosną Sobieskiego”, to około 250–letnie drzewo o obwodzie pnia 442 cm (w 2016).

## Sołectwa
Brzóza Stadnicka, Kopanie Żołyńskie, Smolarzyny, Żołynia.

## Sąsiednie gminy
Białobrzegi, Czarna, Grodzisko Dolne, Leżajsk, Rakszawa